# Berthegon
Berthegon é uma comuna francesa na região administrativa da Nova Aquitânia, no departamento de Vienne. Estende-se por uma área de 10,61 km². Em 2010 a comuna tinha 299 habitantes (densidade: 28,2 hab./km²).